# Klaus Driefert
Klaus Driefert (* 12. Februar 1938 in Dobbrikow, Kreis Jüterbog-Luckenwalde) war in der DDR ein erfolgreicher  Motorbootrennfahrer.

## Karriere
Nach der Schulzeit absolvierte er in Luckenwalde eine Lehre als Schlosser. 1959 begann er als Triebwerksmechaniker beim VEB Automobilwerke Ludwigsfelde. Nachdem dieser VEB 1965 die Produktion der IWL-Rennmotoren eingestellt hatte, gründete Driefert mit den Rennbootfahrern und Ingenieuren Manfred Blumenthal und Peter Rosenow sowie seinen Arbeitskollegen Karl-Heinz Reichert und Kurt Leopold das Iltis-Rennkollektiv. Sie entwickelten in ihrer Freizeit einen eigenen Außenbord-Rennmotor für die 250 cm³-Klasse, später auch für die 175 und 350 cm³-Klasse. Teile von Drieferts Ausrüstung stehen heute im Museum für Stadt- und Technik Ludwigsfelde.

## Sportliche Erfolge
Driefert startete seine Rennkarriere 1965 mit einem IWL-Motor in der 175 cm³-Klasse und feierte beim dritten Rennen seinen ersten Sieg. Ab 1968 startete er mit dem selbstkonstruierten Iltis-Motor und erzielte damit seine größten Erfolge. Nach neun DDR-Meistertiteln stieg er in die 250 cm³ und später in die 350 cm³-Klasse auf, bevor er 1987 nach 22 Rennjahren seine Karriere beendete.
- 1967 DDR-Vizemeister 175 cm³
- 1968 DDR-Meister 175 cm³
- 1969 Europameister 175 cm³ in Schneeberg[5]
- 1969 DDR-Meister 175 cm³
- 1970 Europameister 175 cm³ in Komárno (Tschechoslowakei)[6]
- 1970 DDR-Meister 175 cm³
- 1971 Europameister 175 cm³ in Bad Saarow[7]
- 1971 DDR-Meister 175 cm³
- 1972 DDR-Meister 175 cm³
- 1973 DDR-Meister 175 cm³
- 1974 DDR-Meister 175 cm³
- 1975 DDR-Meister 175 cm³
- 1976 DDR-Meister 175 cm³
- 1977 DDR-Vizemeister 250 cm³
- 1982 DDR-Vizemeister 350 cm³